# Раднички музеј Трудбеник
Раднички музеј Трудбеник је музеј у Београду отворен 2018. године, а посвећен историји некадашњег грађевинског предузећа Трудбеник. Музеј се налази у насељу Коњарник, у општини Звездара, а просторије музеја су смештене у згради некадашњег радниког насеља предузећа Трудбеник.

## Музеј
Музеј је отворен 29. новембра 2018. године на Дан републике у просторијама које су настале као радничко насеље некадашњег грађевинског предузећа Трудбеник које је отишло у стечај и приватизовано 2008. године. Иако предузеће више не постоји, ово радничко насеље које је изграђено 1959. и даље је једини дом за бивше раднике и раднице и њихове породице.
Музеј је настао са циљем да сачува историју овог, некада великог предузећа од заборава и посвећен је радницима који су учествовали у развијању СФР Југославије.
Изложба музеја садржи бројне историјске фотографије и цртеже.